# 梁家輝

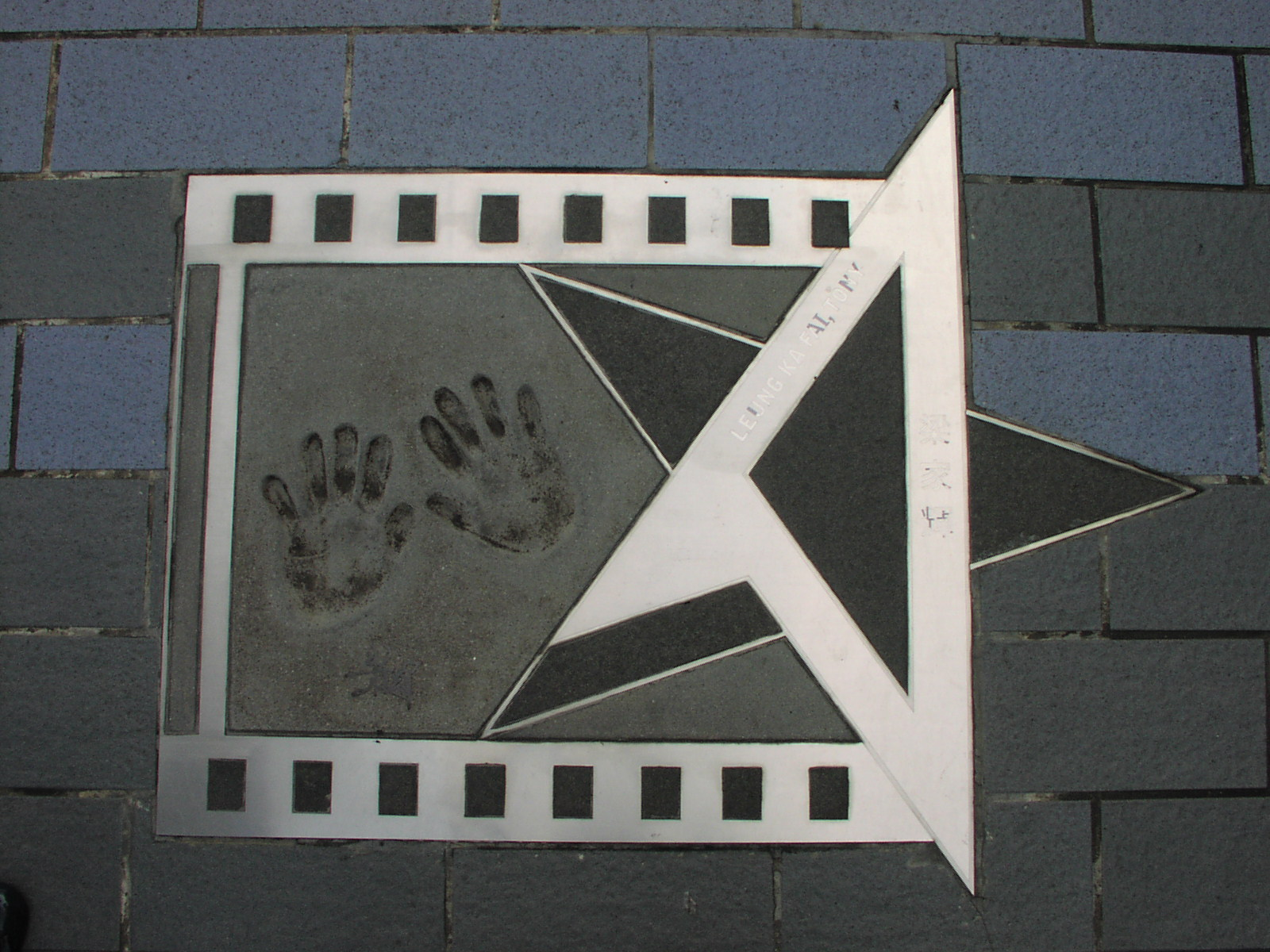
梁家輝在香港星光大道的手印

梁家輝（英語：Tony Leung Ka-fai，1958年2月1日—），香港男演員，是香港電影金像獎歷史上最年輕的影帝（26歲），亦是唯一在1980-2010年代中每個年代皆奪得最佳男主角的演員。他於1983年的《垂簾聽政》初露頭角，其他經典演出包括《愛在別鄉的季節》《92黑玫瑰對黑玫瑰》《黑社會》《寒戰》等。

## 早年生活
梁家輝於香港島北角邨中座長大。父親是文員，母親則在銅鑼灣豪華戲院做售票員，阿姨則在戲院大堂賣爆谷。梁家輝從小因此常有機會免費看電影以消磨時光，梁接受訪問時曾表示包括瑪麗蓮·夢露等作品都令他印象深刻，尤其是《星光伴我心》令梁家輝覺得片中的小童星很像自己，讓他從頭哭到尾。梁家辉也是王晶的远方表弟，双方爷爷是亲兄弟。
梁家輝曾經是香港短跑紀錄冠軍，求學時期因短跑專長曾想成為職業運動員，後來從教練那得知自己的身材並不適合短跑才放棄。梁家輝曾就讀一所寄宿小學嶺南小學、玫瑰崗學校（中學部）及威靈頓英文中學，之後就讀於香港理工学院（今香港理工大學）平面設計，其後梁陪同朋友報名無綫電視藝員訓練班，因此在1980年考入第10期訓練班學員。在訓練班期間，梁家輝因為勤奮跟劉德華是當時露臉最多的兩個龍套，其中為人所知的一次是與劉德華一起被選中，為電視劇《千王群英會》配戲，扮演當時周潤發的打手。
後來梁家輝念了不到一年訓練班就因為做事不守規矩被趕出。離開無線訓練班的梁家輝因此創辦了一本雜誌，其中採訪、攝影、編輯、賣廣告、督印都是他自己獨自完成。

## 演藝經歷
梁家輝在創辦雜誌期間，曾找導演李翰祥的女兒李殿朗做雜誌的封面女郎並和她拍拖，因而認識當時正在籌拍《火燒圓明園》的李翰祥，並被李翰祥邀請到北京，剃頭扮演咸豐帝，並以此角色接連拍攝《火燒圓明園》和《垂簾聽政》兩片。當時的梁家輝完全不會說普通話，令他與當時扮演慈禧的劉曉慶無法交流對戲，引致劉曉慶要教梁做一些小動作以提示劉講對白。1984年，26歲的梁家輝其後更憑藉《垂簾聽政》在第3屆香港電影金像獎獲得最佳新演員提名，並成為歷來香港電影金像獎最佳男主角中最年輕得主。雖然梁家輝第一部電影《垂簾聽政》便替他拿到最佳男主角，但是梁家輝後來卻說那時候的自己並不懂得表演，只是按照導演的示範來完成角色。
但因參與在大陸拍攝《垂簾聽政》，被中華民國行政院新聞局勒令悔改但不從，即遭自由總會全面封殺，所有作品無法登台公映，當時台灣為華語片最大市場，致使香港电影公司不敢用其出任角色。為了營生，而在石澳一帶作無牌小販在街頭販賣皮飾等飾品，後因生意慘淡而轉到銅鑼灣一帶繼續販賣。期間在羅維影業、邵氏影業以及李翰祥的新昆侖影業出演過一些角色。
1987年台灣解嚴之後，取消對梁家輝的禁令，從影31年間拍過逾百部作品。其電影一般以文藝片為主，同時也拍過不少商業性質的戲，包括周潤發的3部電影：《監獄風雲》《英雄本色3之夕陽之歌》《賭神2》；在《火燒島》一片則與動作片巨星成龍合作；另外麥當雄之《三狼奇案》和《黑金》梁家輝也有參演。梁家輝以熟練的演技見稱，如在《黑金》飾演一個台灣黑社會領導人，只用一個眼神就成功演繹出黑道頭目之威勢。1990年，與張曼玉合作的《愛在別鄉的季節》使其獲第27届台灣電影金馬獎最佳男主角獎。他於1992年為其演藝事業創出另一高峰，不但獲頒香港藝術家年獎演員獎，更成功打入國際影壇─以法國影片《情人》打破法國電影兩年來的票房紀錄，同年以《92黑玫瑰對黑玫瑰》再次成為香港電影金像獎最佳男主角。
雖然自1990年代末港產片市道持續低迷，梁家輝仍然有一定數量之電影演出。2005年，參加八一電影製片廠拍攝的抗日題材影片《太行山上》演出，在片中扮演一位獨臂的八路軍團長賀炳炎，單刀力劈日軍，雖然只有幾分鐘鏡頭，但被公認為本片最震撼的部分。2006年，以《黑社會》一片，第3度贏得香港電影金像獎最佳男主角，是繼黃秋生、梁朝偉後，第3位憑三級片成為影帝者，距離上次得獎相隔14年。2012年，以電影《寒戰》入圍亞太影展最佳男主角，更成功再第4度奪得香港電影金像獎最佳男主角。目前梁家輝每年電影產量穩定，為華人電影界不可或缺的實力派演員之一。
2019年，梁家輝與任達華、古天樂和林家棟拍攝電影《追龍II：賊王》，事隔14年，電影《黑社會》班底再現。同年8月底，首次執導之自編自導電影《深夜食堂》上畫。

## 個人生活
梁家輝1980年代曾與黎芷珊拍拖，不過年紀的差距導致兩人分手。隨後，梁家輝遇上電台製作人江嘉年結婚。育有女兒梁穎晨（Chloe）和梁靜儀（Nikkie）。兩女皆已結婚。2024年9月7日，梁穎晨在社群曬出女兒出生2周的小腳丫，實現梁家輝當外公的願望。

## 事件

### 在港酒后驾车
梁家輝曾兩次在香港因酒後駕车而留下刑事紀錄。
2002年11月9日，梁家輝駕車與一輛巴士及一輛私家車相撞，其後他打傷巴士司機，並被警方揭發他體內酒精含量超標。2003年1月15日，香港东区裁判法院适用简易刑事案件程序，梁家輝承認普通襲擊及酒後駕駛罪，被判罰款港幣12,000元及停牌18個月，案件编号ESCC142/03。
2005年10月29日，梁家輝再涉酒後駕车。2006年1月6日，香港东区裁判法院适用简易刑事案件程序，虽然梁家輝承認酒後駕駛罪，但裁判官認為因其再犯及作為公眾人物應樹立榜樣，判處他監禁2個月，緩刑3年，罰款港幣10,000元及停牌3年，案件编号ESCC66/06。

### 马自达汽车軼聞
梁家輝在1997年電影《黑金》中飾演的角色周朝先有一句深入民心的對白，揶揄汽車品牌馬自達：「我們坐的都是賓士、勞斯萊斯，你坐馬自達，怪不得你塞車。」2023年（26年後）他卻被馬自達聘為CX-50代言人，並於代言活動上說出意思相反的：「我們坐的都是馬自達，都是賽車，你不坐馬自達，怪不得你塞車」。